# Maya (musikalbum av M.I.A.)
Maya (stiliserat ΛΛ Λ Y Λ) är det tredje studioalbumet av den lankesisk-brittiska artisten M.I.A., utgivet den  7 juli 2010 på egna bolaget N.E.E.T. Recordings genom XL Recordings och Interscope Records. På albumet har hon samarbetat med producenterna Rusko, Blaqstarr, Switch, Derek E. Miller (Sleigh Bells) och Diplo.

## Låtlista
1. The Message
2. Steppin Up
3. Xxxo
4. Teqkilla
5. Lovalot
6. Story To Be Told
7. It Takes A Muscle
8. It Iz What It Iz
9. Born Free
10. Meds And Feds
11. Tell Me Why
12. Space

Albumet finns som CD, CD limiterad samt vinylalbum. Den limiterad deluxeutgåvan innehåller fyra bonusspår och en unik slipcase med 3Deffekt.

## Bonusspår
1. Internet Connection
2. Illygirl
3. Believer (med Blaqstarr)
4. Caps Lock